# Haemaphysalis hoodi
Haemaphysalis hoodi är en fästingart som beskrevs av Warburton och Thomas Nuttall 1909. Haemaphysalis hoodi ingår i släktet Haemaphysalis och familjen hårda fästingar. Inga underarter finns listade i Catalogue of Life.